# USS Alameda County (LST-32)
Lo USS Alameda County (codice alfanumerico LST-32) è stata una nave per operazioni anfibie appartenente alla United States Navy. Fu costruita nei cantieri di Pittsburgh in Pennsylvania con il solo nome di LST-32 ed entrò in servizio nell'estate 1943: dal marzo 1944 partecipò a diverse azioni nel teatro di guerra del Mediterraneo.
Nel 1962 l'unità passò nelle file della Marina Militare Italiana, che lo ribattezzò Anteo con distintivo ottico A 5306 e lo tenne in servizio una quindicina d'anni. Un'altra unità, la nave da appoggio subacqueo Anteo (A 5309), ne ha ereditato il nome ed è in servizio oggi al COMSUBIN.

## Storia
Destinata al termine delle ostilità in Europa a raggiungere il Pacifico, non fece in tempo ad operare in quelle zone a causa della resa del Giappone. Classificata come LST nella United States Navy era una delle 390 unità della Classe LST-1. Collocata in riserva nel 1946, la nave rientrò in servizio nel 1951 per sostituire le unità impegnate nella guerra di Corea e venne inviata nuovamente nel Mediterraneo. Assunse poi il nome Alameda County il 1º luglio 1955 e venne riclassificata AVB (Advance Aviation Base Ship) nel 1957.

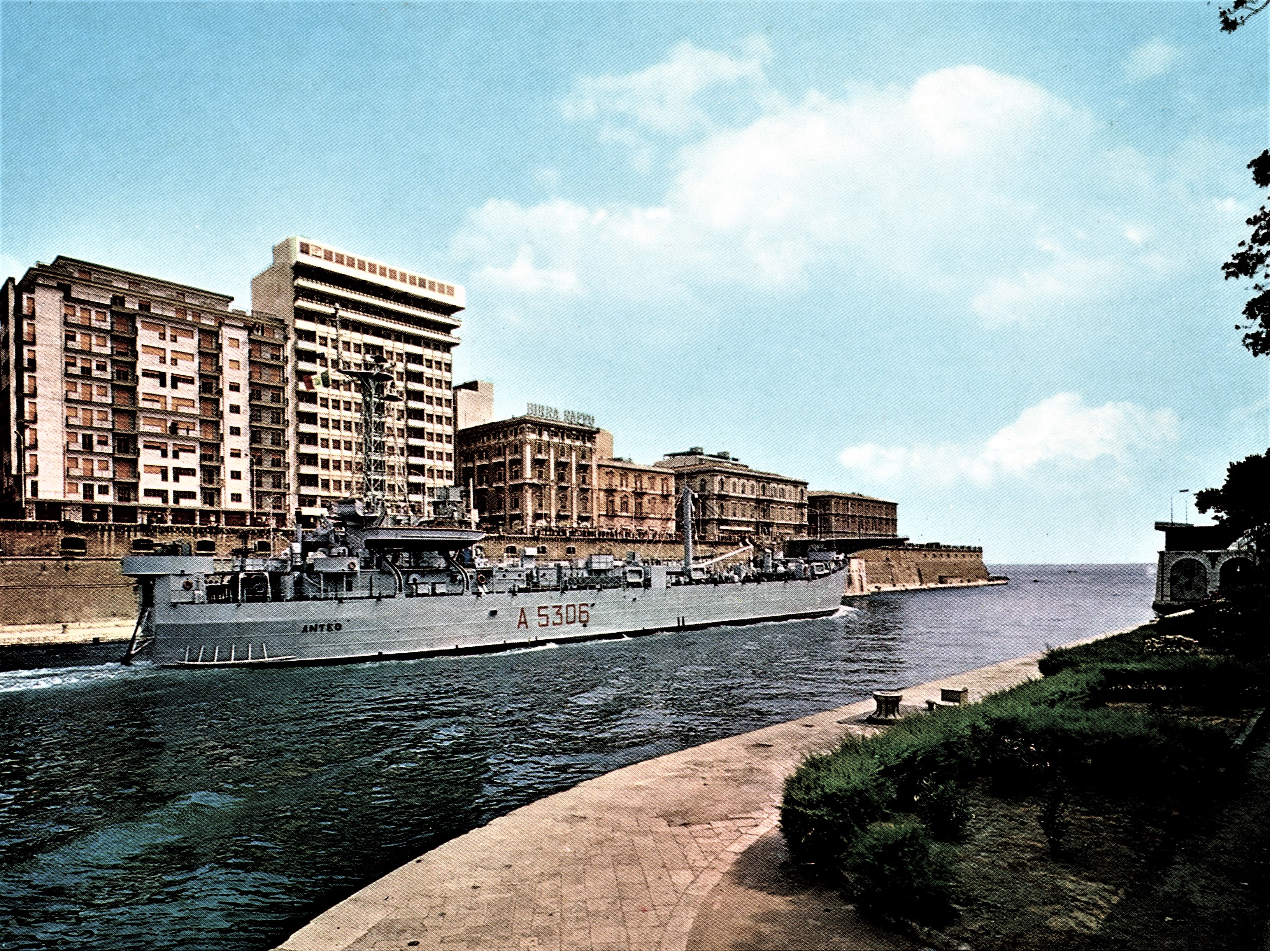
L'unità in servizio con l'Italia

Ritirata dal servizio a Napoli il 25 giugno 1962 e radiata definitivamente dalla US Navy il successivo 30 giugno venne trasferita il 20 novembre dello stesso anno alla Marina Militare Italiana dove ha prestato servizio fino al 1º agosto 1973.
La nave, inizialmente venne impiegata come nave trasporto e successivamente per dare il supporto alle forze da sbarco italiane e quando l'unità venne destinata a tale impiego ebbe il distintivo L 9869 e venne destinata alla IIIª Divisione Navale di base a Brindisi.
L'Anteo fu la prima unità d'altura italiana dotata di un portellone a prua per lo sbarco di mezzi ruotati e cingolati direttamente sulla spiaggia. Insieme all'Anteo era stata acquistata dagli USA per fornire supporto alle forze da sbarco un'altra unità la USS Whitley che ceduta alla Marina Militare Italiana nel febbraio 1962 e rinominata Etna, prestò servizio fino al 1º maggio 1975. Le due unità affiancarono nel loro compito le unità della classe Stromboli costruite in Italia, che entrate in servizio nella prima metà degli anni cinquanta prestarono servizio fino al 1972 e vennero a loro volta affiancate dal 1968 dalla nave Andrea Bafile, altra unità un tempo americana che avrebbe poi prestato servizio fino al 1981.
Anteo, Etna e le unità della classe Stromboli vennero sostituite da altre unità ex statunitensi: la USS De Soto County e la USS York County formarono la nuova classe Grado.